# 柏林國立樂團
柏林国家管弦乐团（德語：Staatskapelle Berlin，德語：[ˈʃtaːtskaˌpɛlə bɛʁˈliːn]）是一家位於德國柏林的管弦樂團，演出場地是柏林國立歌劇院。其前身是成立於1570年的皇家普魯士宮廷樂團（在1742年有了自己的歌劇院）。現任音乐总监是丹尼尔·巴伦博伊姆。

## 历任领导
- 约翰·弗里德里希·阿格里科拉（英语：Johann Friedrich Agricola）（1759－1775）
- 约翰·弗里德里希·赖查特（英语：Johann Friedrich Reichardt）（1775－1794）
- 伯恩哈德·安塞姆·韦伯（德语：Bernhard Anselm Weber）（1816－1820）
- 加斯帕雷·斯邦蒂尼（英语：Gaspare Spontini）（1820－1841）
- 贾科莫·梅耶贝尔（1842－1846）
- 奥托·尼古拉（1848－1849）
- 罗伯特·拉德克（英语：Robert Radecke）（1871－1887）
- 约瑟夫·苏彻（德语：Joseph Sucher）（1888－1899）
- 理查德·施特劳斯（1899－1913）
- 里奥·布莱奇（英语：Leo Blech）（1913－1920）
- 埃里希·克莱伯（1923－1934）
- 克莱门斯·克劳斯（1935－1936）
- 赫伯特·冯·卡拉扬（1941－1945）
- 约瑟夫·凯尔伯斯（英语：Joseph Keilberth）（1948－1951）
- 埃里希·克莱伯（1954－1955）
- 弗朗茨·康维茨尼（1955－1962）
- 奥特玛·西特纳（英语：Otmar Suitner）（1964－1990）[1]
- 丹尼尔·巴伦博伊姆（1992—2023）[2]

## 名誉指挥
- 奥特玛·西特纳[3]
- 皮埃尔·布列兹[3]
- 祖宾·梅塔[3]

## 外部連結
- 官方网站